# Balsam de buze
Balsamul de buze este un produs care se aplică pentru a înmuia buzele uscate sau crăpate și pentru a trata herpesul bucal. Balsamul de buze conține adesea ceară de albine sau ceară de carnauba, camfor, lanolină, parafină, vaselină etc.
În 2019, volumul pieței globale de balsam de buze a fost de 660 milioane USD. Se estimează că piața va crește cu o rată de 7,3% în următorii cinci ani și va ajunge la 1.010 milioane USD în 2024.

## Vizualizări
În funcție de componentele constitutive, există diferite tipuri de balsam de buze:
- Balsam de buze cu filtru UV. Trebuie folosit vara sau în zonele cu activitate solară ridicată (cum ar fi stațiunile de schi).
- Balsam de buze hrănitor. Cel mai bine este să-l folosești iarna.
- Balsam de buze hidratant. Folosind-ul iarna buzele tale pot fi crăpate, deoarece balsamul va fi absorbit prea repede.
- Balsam de buze vindecator. Are efect catifelant și antiseptic.
- Balsam de buze cu uleiuri naturale în compoziție. Compoziția unui astfel de produs poate conține ulei de susan, ulei de babassu, vitaminele E și A, care previn starea buzelor uscate și crăpate.

## Tehnologia de producție
Etapele de fabricație ale balsamului de buze includ:
- Verificarea materiilor prime pentru indicatorii de calitate (pentru cosmetice se impun parametri stricți de siguranță)
- Dozarea, topirea, amestecarea componentelor (folosind echipamente și condiții speciale)
- Prelucrarea în vid a masei (scăparea de bule)
- Cristalizarea amestecului (are loc în două zile)
- Topire
- Formare (împărțirea masei totale a balsamului în bucăți, dându-le forma necesară)
- Ambalare (așezarea produsului într-o cutie)